# Jean-Pierre Garen
Jean-Pierre Garen, vlastním jménem Jean-Piere Goiran (10. listopadu 1932 – 4. dubna 2004), byl francouzský gynekolog a spisovatel science-fiction.
Byl 40 let lékařem, jako jeho matka. Pracoval jako chirurg, gynekolog a porodník. Vzhledem ke svému zaměření bojoval proti předsudkům ohledně antikoncepce. Také k tomu tématu vydal knihu: „Průvodce antikoncepcí“ (1970).
Jako lékař-nadporučík byl na vojně v Alžíru, kde jako lékař viděl veškeré hrůzy války a byl z toho zděšen. Předtím byl poslán jako lékař-pozorovatel na Saharu, do Reggane, kde probíhaly první dva francouzské nukleární experimenty.
Brzy poté začal psát a využíval každé volné chvíle. Jeho romány byly překládány do němčiny, nizozemštiny, italštiny, španělštiny, srbochorvatštiny, portugalštiny, řečtiny i češtiny. V jeho knihách lze najít jeho vlastní hodnoty: kuráž, oddanost a hluboký smysl pro přátelství.
Sám se přirovnával k dr. Jekyllovi. Přes den pracoval jako chirurg (v okolí Paříže) a večer či o víkendu a dovolené se 'proměňoval' v pana Hyda, který psal detektivní a sci-fi romány. Pod pseudonymem Hyde Garen vydal 24 detektivních románů a 47 sci-fi knih.

## Mark Stone
U nás je znám svým knižním seriálem o příhodách kapitána Služby pro Dohled nad Primitivními Planetami, Marka Stonea. Klasický díl pojednává obyčejně o kapitánu Marku Stonovi a jeho příteli androidu Rayovi. Lidstvo během tisíciletí vesmírného dobývání zjistilo, že navázání kontaktu s nepříliš vyspělou civilizací může vést ke katastrofě nebo ke stagnaci méně vyspělé civilizace. Občané takové civilizace se už dále nerozvíjí, pouze kopírují to, co jim ukázala Pozemská unie. Proto je každých 50 let na každou primitivní planetu vyslána posádka o dvou pasažérech: agenta a jeho androida, aby se začlenili do tamní společnosti a zjistili co nejvíce informací o jejich způsobu života. Velmi často zde nacházíme silný kontrast mezi velmi vyspělou civilizací a civilizací primitivní.
Garenova série o Marku Stoneovi patří mezi tzv. oddechovou literaturu, rozhodně není dílem, které by bylo určeno k tomu, aby nad ním čtenář přemýšlel. Děj drtivé většiny dílů je schematický a odehrává se podle „klasického schématu“, obvykle ve stylu let někam – tam problém (buďto se zločinnými intrikáři na zapadlé civilizované planetě či zástupci moderní civilizace ukrytými mezi zaostalými domorodci na zapadlé planetě), mimoběžně při jeho řešení spousta sexu a na závěr návrat domů. Cestou buď tam nebo zpátky je zlikvidován nějaký pirát či podlý zástupce mimozemské civilizace.
Autor si rozhodně nedělá starosti s nějakou inovací, pozdější díly série obsahují (krom jednoho a téhož úvodu do situace a představení Stonea) nejprve věty a posléze celé odstavce těch předchozích. V některých pozdějších dílech se Stone nevyskytuje či má jen epizodní roli, řada z nich pak nachází inspiraci jinde, například jeden z dílů série je na první pohled zkrácenou a „zmodernizovanou“ verzí knihy Odysea kapitána Blooda od Rafaela Sabatiniho (některé odstavce se dají poznat).

## Dílo
Uváděno v pořadí, ve kterém vyšlo v České republice:
Kapitán Služby pro dohled nad primitivními planetami, Mark Stone
- V zelené pasti Rhulů
- Astronef Merkur
- Piráti na Sylwě
- Lágr vyděděnců
- Planeta Lykantů
- Strážce krystalu
- Zajatci démona
- Pekelný lov
- Vražedná atestace
- V labyrintu času
- Pojídači masa
- Zajatec černých mnichů
- Tajná mise
- V hlubinách Sarkalu
- Safari smrti
- Vyznavači Kaala
- Skleněný pavouk
- Železný král
- Pád bohů
- Krvavé kameny
- Příliš hravé děti
- Honba za Grálem
- Androidova pomsta
- Past na planetě Korz
- Vládce Juvenie
- Páni krále Zila
- Démoni z hor
- Válečnice z Lesbanu
- Galaktická spravedlnost
- Vůz z Thálie
- Operace Bakchus
- Gladiátor z Venusie
- Drak na Wilku
- Poslední obyvatel planety Zwor
- Velká trojka
- Neznámá z Rygu
- Šarlatová květina
- Zabijáci na Ervě
- Ďáblovy kameny
- Rudá hora
- Doupě démonovo
- Netvoři z hlubin Wrecku
- Mise na Miře
- Beznadějné pátrání
- Magnetická bouře
- Nepřítel z paralelního vesmíru
- Trestancem na Edenii
- Psanci vesmíru
- Tajemství zasvěcenců
- Operace Epsilon
- Genetická paměť
- Kapitán Pluton
- Záhadné lovkyně
- Moc krystalu
- Čarodějnice z bažin I
- Čarodějnice z bažin II
- Krev čarodějnice I
- Krev čarodějnice II

| Chronologicky | Francouzsky | Česky | Název                          |
| ------------- | ----------- | ----- | ------------------------------ |
| 1             |             | 55    | Čarodějnice z bažin I          |
| 2             |             | 56    | Čarodějnice z bažin II         |
| 3             |             | 57    | Krev čarodějnice I             |
| 4             |             | 58    | Krev čarodějnice II            |
| 5             | 1           | 47    | Trestancem na Edenii           |
| 6             | 2           | 45    | Magnetická bouře               |
| 7             | 3           | 48    | Psanci vesmíru                 |
| 8             | 4           | 46    | Nepřítel z paralelního vesmíru |
| 9             | 5           | 49    | Tajemství zasvěcenců           |
| 10            | 6           | 50    | Operace Epsilon                |
| 11            | 7           | 51    | Genetická paměť                |
| 12            | 8           | 43    | Mise na Miře                   |
| 13            | 9           | 52    | Kapitán Pluton                 |
| 14            | 10          | 53    | Záhadné lovkyně                |
| 15            | 11          | 54    | Pod vlivem krystalu            |
| 16            | 12          | 34    | Poslední Zwor                  |
| 17            | 13          | 35    | Velká trojka                   |
| 18            | 14          | 36    | Neznámá z Rygu                 |
| 19            | 15          | 37    | Šarlatová květina              |
| 20            | 16          | 31    | Operace Bakchus                |
| 21            | 17          | 32    | Gladiátor z Venusie            |
| 22            | 18          | 33    | Drak z Wilku                   |
| 23            | 19          | 28    | Válečnice z Lesbanu            |
| 24            | 20          | 30    | Vůz z Thalie                   |
| 25            | 21          | 27    | Démoni z hory                  |
| 26            | 22          | 25    | Vládce Juvenie                 |
| 27            | 23          | 23    | Androidova pomsta              |
| 28            | 24          | 22    | Honba za Grálem                |
| 29            | 25          | 24    | Past na planetě Korz           |
| 30            | 26          | 21    | Příliš hravé děti              |
| 31            | 27          | 20    | Krvavé kameny                  |
| 32            | 28          | 18    | Železný král                   |
| 33            | 29          | 19    | Pád bohů                       |
| 34            | 30          | 15    | Safari smrti                   |
| 35            | 31          | 8     | Pekelný lov                    |
| 36            | 32          | 6     | Strážce krystalu               |
| 37            | 33          | 3     | Piráti na Sylwě                |
| 38            | 35          | 2     | Astronef Merkur                |
| 39            | 34          | 1     | V zelené pasti Rhulů           |
| 40            | 36          | 5     | Planeta Lykantů                |
| 41            | 37          | 4     | Lágr vyděděnců                 |
| 42            | 38          | 7     | Zajatci démona                 |
| 43            | 39          | 9     | Vražedná atestace              |
| 44            | 40          | 13    | Tajná mise                     |
| 45            | 41          | 10    | V labyrintu času               |
| 46            | 42          | 12    | Zajatec černých mnichů         |
| 47            | 43          | 11    | Pojídači masa                  |
| 48            | 44          | 14    | V hlubinách Sarkalu            |
| 49            | 45          | 16    | Vyznavači Kaala                |
| 50            | 46          | 17    | Skleněný pavouk                |
| 51            | 47          | 26    | Páni krále Zila                |
| 52            | 48          | 29    | Galaktická spravedlnost        |
| 53            | 49          | 40    | Rudá hora                      |
| 54            | 50          | 38    | Zabijáci z Ervy                |
| 55            | 51          | 39    | Ďáblovy kameny                 |
| 56            | 52          | 41    | Doupě démonovo                 |
| 57            | 53          | 42    | Netvoři z hlubin Wrecku        |
| 58            |             | 44    | Beznadějné pátrání             |